# Glochidion hylandii
Glochidion hylandii är en emblikaväxtart som beskrevs av Airy Shaw. Glochidion hylandii ingår i släktet Glochidion och familjen emblikaväxter. Inga underarter finns listade i Catalogue of Life.